# Ykenga
Ykenga, pseudônimo de Bonifacio Rodrigues de Mattos (Rio de Janeiro, 14 de maio de 1952 – 1 de abril de 2024), foi  um sociólogo e cartunista brasileiro. Produziu para os jornais Última Hora e O Dia, Extra, além do tabloide O Pasquim.

## Biografia
Ykenga era desenhista técnico, profissão que abandonou ao começou a trabalhar como cartunista nos periódicos sindicais em 1978. Militante do movimento negro, incentivou a candidatura de Martinho da Vila à Academia Brasileira de Letras. Segundo Nobuyoshi Chinen, doutor em Ciências da Comunicação pela Universidade de São Paulo, Ykenga foi pioneiro ao representar nos quadrinhos a desigualdade social que afeta as pessoas negras no Brasil, opinião esta que expressou também através de suas inúmeras charges publicadas sobre o assunto.
Em 2015, lançou o livro Casa grande & sem sala, uma sátira ao clássico Casa-Grande & Senzala de Gilberto Freyre, em que contesta, com o uso do humor, o mito da democracia racial. O nome do livro, prefaciado por Chico Caruso, faz alusão à série de charges Casa grande & sem sala do próprio Ykenga, que foi publicada em jornais da década de 80 e que aborda a realidade das favelas cariocas. Em 2018, publicou Humor à La Carte. Ilustrou o romance gráfico A história do Samba contada em quadrinhos, publicado junto a Haroldo Costa. Recebeu o Prêmio Angelo Agostini de Mestre do Quadrinho Nacional em 2021.